# Penflufen
Penflufen ist eine chemische Verbindung, die als Fungizid zum Beizen von Saatgut verwendet wird. Es handelt sich um ein Derivat von Pyrazol-4-carboxamid.

## Stereochemie
Penflufen weist ein Stereozentrum auf, ist chiral und bildet dementsprechend zwei Enantiomere. Verwendet wird das Racemat, also das 1:1-Gemisch aus dem (S)- und dem (R)-Enantiomer.
| Enantiomere von Penflufen | Enantiomere von Penflufen |
| ------------------------- | ------------------------- |
| (S)-Penflufen             | (R)-Penflufen             |

## Wirkung
Die Verbindung wirkt durch Hemmung der Succinat-Dehydrogenase.

## Verwendung
Penflufen wird unter dem Handelsnamen Emesto im Kartoffelanbau gegen Silberschorf (Helminthosporium), Trockenfäule (Fusarium) und bodenbürtigen Krankheiten wie der Wurzeltöterkrankheit (Rhizoctonia solani) sowie als EverGol bei Raps, Sojabohnen, Mais, Getreide, Baumwolle und Reis eingesetzt.

## Zulassung
In einigen Staaten der EU, unter anderem in Österreich, waren Pflanzenschutzmittel mit diesem Wirkstoff zugelassen, nicht jedoch in Deutschland und der Schweiz. Die Anwendung in Pflanzkartoffeln wurde mit EU-Verordnung VO 2022/1468 vom 5. September 2022 (ab 26. September 2022) untersagt. Penflufen wird als karzinogen eingestuft und darf bis zum Ablauf der Zulassung in der EU nur noch zum Beizen von Getreidesaatgut verwendet werden. Die Zulassung von Penflufen lief in der Europäischen Union zum 31. Januar 2024 aus.